# Maryuris Díaz
Maryuris Mariolis Díaz Pulido – wenezuelska zapaśniczka w stylu wolnym. Zdobyła srebrny medal na igrzyskach Ameryki Płd. w 2006 roku. Zawodniczka Universidad de Carabobo. Startowała także w zawodach judo.